# سكوت دوبنسون
سكوت دوبسون (26 كانون الأول 1918 - 22 كانون الثاني 1986) كان مدرس فنون اللغة الإنجليزية وناقدًا وكاتبًا فنيًا. كانت أعماله مؤثرة في شمال شرق إنجلترا

## حياته
ولد إدوارد سكوت دوبسون في 26 كانون الأول 1918 في بليث، نورثمبرلاند، وهو الطفل الوحيد لمسؤول حكومي محلي ومعلم. بعد ولادته بوقت قصير، انتقلت العائلة إلى نيوكاسل أبون تاين حيث التحق سكوت بمدرسة رذرفورد. برع في الفن وفاز في مسابقات الناشئين. درس الفن في كلية الملك إدوارد السابع في نيوكاسل وفي فريكلتون وكلية ليدز للفنون. 
بعد انضمامه إلى الجيش الإقليمي، خدم دوبسون في الجيش في فرنسا والهند خلال الحرب العالمية الثانية. بعد تسريحه، تدرب كمدرس، وقام بتدريس الفن في عدد من المدارس بما في ذلك مدرسة قواعد مانشستر وسانت الويسيوس في نيوكاسل أبون تاين. اتبعت لوحاته عددًا من المسارات المختلفة بما في ذلك الفن التجريدي. كما شارك في معرضين فنيين في نيوكاسل في الستينيات - معرض ويست غايت ثم معرض سايد - والأخير مع المصور جيم بيري، الذي توفي في آذار2012.
في الستينيات والسبعينيات من القرن الماضي، بعد ترك التدريس، نشر كتابه الأول لهجة جوردي، لارن يرسيل جوردي ، والذي أصبح العمل النهائي على اللهجة. تبع ذلك عدة كتب أخرى في السلسلة. لم يكونوا بالتأكيد «صحيحين سياسيًا» لكنهم مليئين بالذكاء والفكاهة.
كما تم استخدام مواده كثيرًا (جنبًا إلى جنب مع الأغاني من إيريك بوسويل) على قناة بي بي سي Geordierama ، وهو برنامج إذاعي وبعد ذلك عرض مسرحي سنوي كجزء من مهرجان نيوكاسل، والذي قدم الأغاني والرسومات بشكل رئيسي باللهجة وبرز مايك نيفيل، جورج هاوس والضيوف بما في ذلك بوبي «ذا ليتل واستر» طومسون وديك إيروين.
دوبسون شبه متقاعد إلى جزيرة جوزو المالطية، حيث توفي في 22 كانون الأول 1986 ودفن في المقبرة. نقش على شاهد قبره «جان كاني».

## أعمال محددة
وتشمل هذه: 
- لارن يرسيل جوردي (1969)
- هيستري أو الجورديز (1970)
- المتقدم جوردي بالافير (1970)
- هادريان وجوردي وال
- ستوتي كيك رو (1971)
- سوبر جوردي (1971)
- ألماناك لآلد جوردي (1972)
- جوردي في المباراة (مع لين شاكلتون)
- دليل خفيف القلب إلى Geordieland (نيوكاسل، 1973)
- قاموس جوردي الجديد (نيوكاسل، 1974)
- كتاب نكتة جوردي (مع ديك إيروين) (1970)
- كتاب بلاكبول (نيوكاسل، 1971)

## روابط خارجية
- مؤلفو الأغاني وور جوردي